# Neil deGrasse Tyson
Neil deGrasse Tyson (inglês: [ˈniːəl dəˈɡræs ˈtaɪsən]; Manhattan, 5 de outubro de 1958) é um astrofísico, escritor e divulgador científico americano.
Tyson é o diretor do Planetário Hayden no Centro Rose para a Terra e o Espaço e investigador associado do departamento de astrofísica no Museu Americano de História Natural. De 2006 a 2011 foi apresentador do programa de televisão de educação científica NOVA scienceNOW, no canal de televisão PBS. É um convidado frequente dos programas The Daily Show, The Colbert Report, Real Time with Bill Maher e Jeopardy!. Em 2014 apresentou a série Cosmos: A Spacetime Odyssey.

## Início de vida
Tyson é o segundo de três irmãos, nasceu num bairro de Manhattan na cidade de Nova York, mas cresceu em Bronx. A sua mãe, Sunchita Feliciano Tyson, foi gerontologista e o seu pai, Cyril deGrasse Tyson, foi sociólogo, comissário de recursos humanos para o prefeito da cidade de Nova York, John Lindsay, e foi o primeiro diretor da HARYOU. Tyson frequentou a Bronx High School of Science (1972–1976, com ênfase em astrofísica) onde foi o capitão da equipe de wrestling e redator-chefe do Physical Science Journal da escola. Tyson, depois de uma visita ao Hayden Planetarium, teve um interesse permanente por astronomia desde os seus nove anos de idade. Tyson relembra, "era tão marcante (o céu da noite) que estou certo que fiquei sem escolha, de facto o universo chamou-me" Estudou astronomia na sua adolescência e até obteve alguma fama na comunidade de astronomia ao dar palestras sobre o tema quando tinha 15 anos.

## Carreira
Tyson investiga formação e evolução estelar, como também cosmologia e astronomia galáctica. Já ocupou vários cargos em instituições como a Universidade de Maryland, Universidade de Princeton, o Museu Americano de História Natural e o Planetário Hayden.
É autor de vários livros sobre astronomia. Em 1995 começou a escrever a coluna "Universe" para a revista Natural History. Nesta coluna, em 2002, introduziu a expressão "Manhattanhenge" para descrever dois solstícios que ocorrem duas vez por ano na cidade de Manhattan. O sol da tarde fica alinhado com duas das principais ruas da grelha de Manhattan, permitindo que se observe o pôr-do-sol sem qualquer obstrução. Esta coluna influenciou também o seu trabalho como professor nas palestras da coleção The Great Courses.
Em 2001, o então presidente dos Estados Unidos, George W. Bush, nomeou-o para fazer parte da Comissão para o Futuro da Indústria Aeroespacial dos Estados Unidos e, em 2004, da Comissão do Presidente para a Implementação da Política de Exploração Espacial do Estados Unidos, esta última também ficou conhecida como a Comissão da "Lua, Marte e mais além". Pouco mais tarde foi galardoado com a Medalha NASA por Serviço Público de Destaque, a mais alta distinção civil conferida pela NASA.

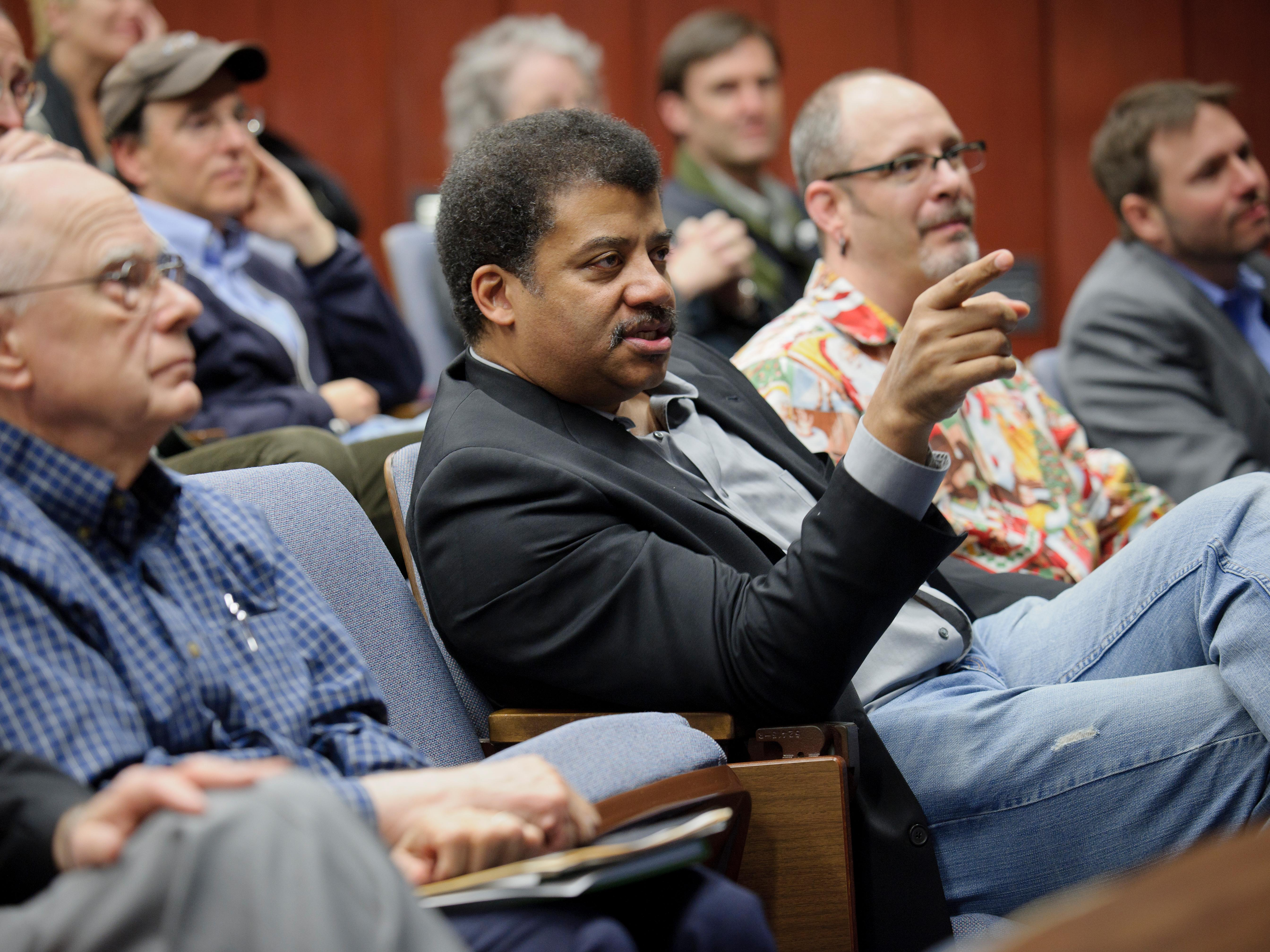
Tyson em dezembro de 2011 numa conferência que assinalava os mil dias depois do lançamento da sonda espacial Kepler

Em 2004 foi apresentador do programa de televisão Origins, uma minissérie de quatro episódios, transmitida pela Nova da PBS, e, em coautoria com Donald Goldsmith, publicou o volume que acompanhava a série, Origins: Fourteen Billion Years Of Cosmic Evolution. Em abril de 2009 colaborou novamente com Goldsmith, como narrador do documentário 400 Anos do Telescópio que estreou na PBS.
Como diretor do Planetário de Hayden, opôs-se ao pensamento tradicional que se referia a Plutão como o nono planeta. Tyson explicou que queria ver as semelhanças entre objetos, agrupando os planetas terrestres, os planetas gigantes gasosos e Plutão, com objetos que lhe eram semelhantes, evitando que se contasse simplesmente os planetas. Declarou no Colbert Report, no Daily Show e no Horizon que esta decisão deu origem a uma grande quantidade de mensagens de ódio, muitas das quais de crianças.[carece de fontes?] Em 2006, a I.A.U. confirmou esta avaliação ao mudar a classificação de Pluto para "planeta anão". Tyson mostrou a sua frustração na entrevista com Daniel Simone afirmando, "por uns tempos, não fomos muito populares aqui no Planetário de Hayden."
Tyson já foi vice-presidente e presidente do conselho administrativo da Sociedade Planetária. Até 2011 foi o apresentador do programa Nova ScienceNow da PBS. Participou e falou no simpósio Para Além da Crença: Ciência, Religião, Razão e Sobrevivência em novembro de 2006. Em 2007, Tyson, que é conhecido pelo seu carácter vibrante, comportamento alegre e pela sua admiração da vastidão do universo, foi escolhido para aparecer regularmente no popular programa de televisão do Canal História, o The Universe.
Em maio de 2009, lançou um programa de rádio de um hora chamado StarTalk, que apresentava em conjunto com o comediante Lynne Koplitz. O programa foi transmitido aos sábados à tarde na estação KTLK AM em Los Angeles e na WNEW (AM) em Washington. Teve a duração de treze semanas mas foi relançado em dezembro de 2010, apresentado então pelos comediantes Chuck Nice e Leighann Lord em vez Koplitz. O programa ficou disponível na internet numa transmissão ao vivo ou na forma de podcast.
Em abril de 2011, foi o orador principal na 93.ª Convenção Internacional da Phi Theta Kappa International Honor Society do Two-year School. Ele e James Randi deram a palestra intitulada Skepticism, que estava diretamente relacionada com o tema da convenção de “Democratização da Informação: Poder, Perigo e Promessa”. Em 2014 apresentou a série "cosmos"

## Pontos de vista
"A característica mais importante é a análise da informação que vem no seu sentido. E isso é o que eu não vejo o suficiente neste mundo. Há um nível de credulidade que deixa as pessoas suscetíveis a que se aproveitem delas.
 Eu vejo a literacia científica como uma espécie de vacina contra os charlatães que poderão tentar aproveitar-se da sua ignorância."

—Neil deGrasse Tyson da transcrição de um entrevista por Roger Bingham
The Science Network
Tyson tem argumentado que o conceito de design inteligente impede o avanço do conhecimento científico. Ao ser questionado sobre se acredita num poder superior, responde: "Todas as menções a um poder superior que já vi descritas, de todas as religiões que conheço, incluem referências à benevolência desse poder. Quando observo o universo e todas as maneiras que o universo tem para nos matar, tenho dificuldades em fazer corresponder isso com afirmações de beneficência." Numa entrevista para o podcast Point of Inquiry, Tyson definiu-se como sendo agnóstico.

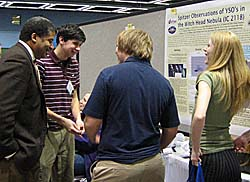
Tyson com alunos na conferência American Astronomical Society de 2007

Já escreveu e divulgou amplamente os seus pontos de vista sobre a religião, espiritualidade e a espiritualidade da ciência, incluindo as dissertações The Perimeter of Ignorance (O Perímetro da Ignorância) e Holy Wars (Guerras Santas), que apareceram na revista Natural History e no workshop Beyond Belief de 2006. Tyson colaborou com o biólogo evolucionista Richard Dawkins em palestras sobre religião e ciência.
A 6 de junho de 2008, depois das eleições primárias, escreveu um artigo de opinião no New York Times onde fazia uma análise estatística de uma sondagem da altura. Concluiu que se a eleição se realizasse nesse momento, Barack Obama perderia para John McCain, quando Hillary Clinton venceria.
Colaborou com a PETA num anúncio de utilidade pública onde declarava, "não é preciso ser um cientista espacial para saber que a bondade é uma virtude." Numa entrevista à PETA falou sobre o conceito de inteligência (de humanos e outros animais), a incapacidade dos humanos comunicarem de forma significativa com outros animais e a necessidade de humanos empáticos.
Tyson é um defensor das operações de expansão da NASA. Argumentando que "a mais poderosa agência para os sonhos da nação é atualmente subfinanciada para fazer aquilo que necessita ser feito," Tyson afirma que, nos Estados Unidos, as pessoas em geral têm uma tendência para sobrestimar a receita que é atribuída à agência espacial. Numa declaração em março de 2010 afirmou, "já agora, qual é o custo da NASA? É meio cêntimo de um dólar. Sabiam disso? As pessoas dizem, 'porque estamos a gastar dinheiro lá em cima?...' Eu pergunto-lhes, 'quanto pensam que estamos a gastar?' Eles dizem 'cinco cêntimos, dez cêntimos de um dólar.' É metade de um cêntimo."
Em março de 2012, testemunhou perante o Comitê de Ciência do Senado dos Estados Unidos, declarou que "atualmente, o orçamento anual da NASA é metade de um cêntimo em cada dólar taxado. Pelo dobro disso - um cêntimo de dólar - podemos transformar o país de uma nação desanimada e taciturna, cansada de esforços económicos, para uma onde tem recuperado o seu direito de nascença para sonhar o amanhã." A organização sem fins lucrativos Penny4NASA, inspirada nas declarações de Tyson, foi fundada por John Zeller em 2012 para defender a duplicação do orçamento da NASA para um porcento do Orçamento Federal, equivalente a "um cêntimo por cada dólar."

## Presença na comunicação social

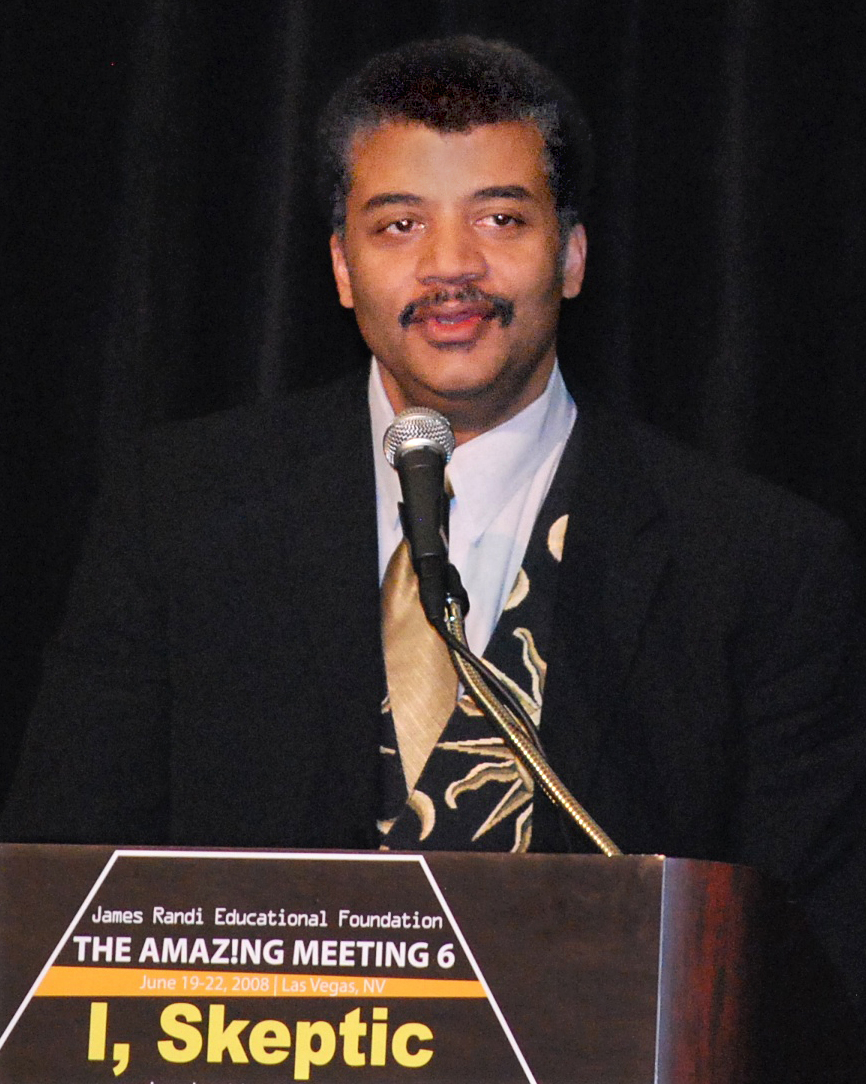
Tyson na The Amazing Meeting 6.

Como comunicador de ciência, Tyson aparece regularmente na televisão, rádio e outros tipos de comunicação social. Tem sido um convidado regular no Colbert Report e o apresentador Stephen Colbert faz-lhe uma referência no seu livro cómico I Am America (And So Can You!). Apareceu imensas vezes no Daily Show com Jon Stewart. Também já apareceu algumas vezes no Late Night with Conan O'Brien, The Tonight Show with Jay Leno,Late Night with Jimmy Fallon e The Rachel Maddow Show. Foi um dos entrevistados principais em vários episódios do programa de ciência do Canal História, O Universo. Tyson participou no programa de rádio da NPR de 2007, Wait Wait... Don't Tell Me!. Apareceu várias vezes no Real Time with Bill Maher e foi também mencionado num episódio do Quem Quer Ser Milionário? Também falou várias vezes no célebre programa de Filadélfia, Preston and Steve, na rádio 93.3 WMMR.
Em 2007 foi o orador principal durante a cerimónia de dedicação do novo centro de ciência da Academia Deerfield, o Koch Center. Enfatizou o impacto que ciência terá no século XXI, explicou também que os investimentos na ciência são caros mas o seu retorno na forma de conhecimento adquirido e o interesse que desperta são inestimáveis. Também apareceu como orador principal na conferência The Amazing Meeting, sobre ciência e ceticismo, organizada pela James Randi Educational Foundation.
Em 2008, Tyson fez uma participação como ele mesmo no episódio Brain Storm (Stargate Atlantis) do Stargate Atlantis ao lado de Bill Nye e no episódio "The Apology Insufficiency" do Big Bang Theory(2010).
Tyson morava próximo ao World Trade Center e foi testemunha ocular dos Ataques de 11 de setembro de 2001. Ele escreveu uma carta que foi teve ampla divulgação com o que ele presenciou. Vídeo filmado por ele foi incluído em 2008 no documentário 102 Minutes That Changed America.
A 5 de agosto de 2011 foi anunciado que Tyson iria apresentar a sequência da série de televisão Cosmos de Carl Sagan. A série com o título Cosmos: A Spacetime Odyssey terá 13 episódios e irá estrear em 2014, vai passar nos canais National Geographic e Fox, o trailer oficial foi divulgado na Comic-Con de 2013.
Tyson já foi entrevistado nos podcasts The Skeptics' Guide to the Universe, Radiolab e Skepticality, e esteve em vários vídeos Symphony of Science.
Em 2012, deGrasse Tyson criticou James Cameron por este ter colocado o céu noturno errado numa das cenas finais do filme Titanic, exibido em 1997. Tyson enviou um e-mail a Cameron um tanto ou quanto sarcástico, dizendo que em 1912, naquela época do ano, naquela posição no Atlântico, quando Rose (Kate Winslet) olhava as estrelas, "esse não é o céu estrelado que Rose viu.". Cameron acabou por corrigir o erro na reedição 3D do Titanic em 2013. Esta foi uma das poucas alterações que o realizador teria feito.
Participa frequentemente na secção AMAs (Ask Me Anythings) do sítio web Reddit onde é responsável por 3 itens do top 10 dos mais populares de todos os tempos do AMAs.
Anunciou que iria aparecer numa série no Youtube baseada no seu popular programa de rádio, StarTalk e o programa estreou a 1 de novembro de 2012, distribuído no canal Nerdist, no YouTube.
No Action Comics #13 (janeiro de 2013), que foi publicado a 7 de novembro de 2012, apareceu na história, na qual determina que o planeta natal do Superhomem, Krypton, orbitava a estrela anã vermelha LHS 2520 na constelação Corvus, a 27,1 anos luz da Terra. Tyson ajudou a DC Comics a selecionar uma estrela real que pudesse ser uma estrela mãe adequada para Krypton, e escolheu Corvus, que é o nome em Latin para "Corvo".
Em maio de 2013, o Science Laureates of the United States Act of 2013 (H.R. 1891; 113th Congress) foi introduzido pelo Congresso. Neil deGrasse Tyson foi listado por pelo menos dois comentaristas como uma possível nomeação para o posto de Science Laureate, se a lei passasse. Em 8 de março de 2014, Tyson fez uma apresentação no festival SXSW Interactive no Centro de Convenção de Austin.
Em junho de 2014, Tyson co-revisou o filme Gravidade em um episódio do CinemaSins. Ele fez mais duas participações no CinemaSins, co-revisando o filme Interstellar em setembro de 2015, e Perdido em Marte em março de 2016.
Em 2016, Tyson narrou e foi supervisor de roteiro do documentário científico Food Evolution, dirigido pelo diretor indicado ao Oscar, Scott Hamilton Kennedy.

## Vida pessoal
Tyson vive em Lower Manhattan com a esposa e dois filhos. Conheceu Alice Young em uma aula de Física na Universidade do Texas, em Austin. Eles se casaram em 1988 e deram à primeira filha o nome Miranda,  em referência a Miranda, a menor das cinco maiores luas de Urano.
É um entusiasta de vinhos cuja coleção foi apresentada em maio de 2000 numa edição da Wine Spectator e na edição da primavera de 2005 da World of Fine Wine.

## Prêmios e homenagens

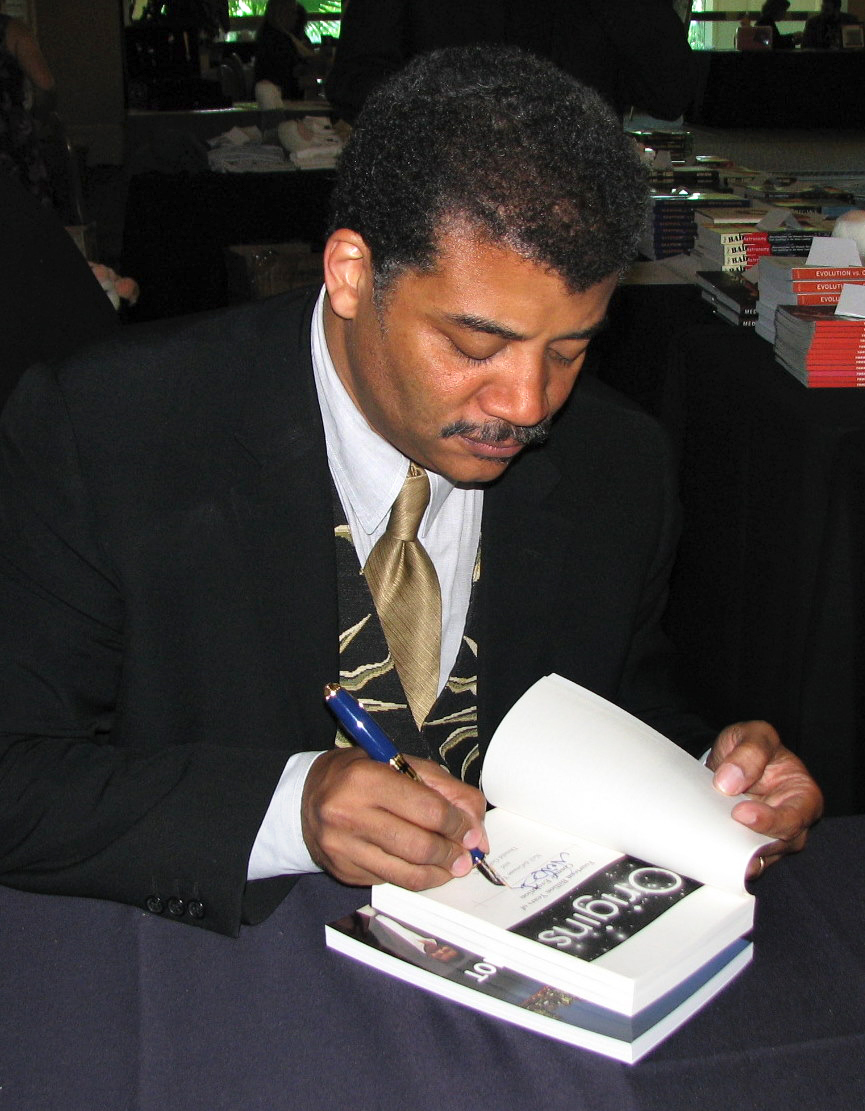
Autografando uma cópia do seu livro Origins. Fotografia tirada na conferência "The Amazing Meeting 6", da JREF

### Prêmios
- 2001 Medalha da Excelência, Universidade da Columbia, New York City
- 2004 Medalha NASA por Serviço Público de Destaque
- 2007 Vencedor do Prêmio Memorial Klopsteg
- 2009 Douglas S. Morrow Public Outreach Award da Space Foundation para as destacadas contribuições de sensibilização para os programas espaciais.[6]
- 2009 Isaac Asimov Award da American Humanist Association[63]
- 2014 Prêmio Critics' Choice Television de Melhor Apresentador de Reality Show
- 2014 Prêmio Dunlap[64]
- 2015 Medalha Bem-Estar Público da Academia Nacional de Ciências dos Estados Unidos[65]
- 2015 Cosmos Award, Planetary Society
- 2017 Medalha Hubbard, da National Geographic Society[66]
- 2017 Stephen Hawking Medal de Starmus Festival IV

### Homenagens
- 2000 O mais Sexy Astrofísico vivo pela People[67]
- 2001 Asteroide chamado: 13123 Tyson, renomeado do asteroide 1994KA pela International Astronomical Union
- 2001 The Tech 100, os editores da Crain's Magazine votam para estar entre os 100 líderes mais tecnologicamente mais influentes em Nova York
- 2004 Os Cinquenta Afro-Americanos mais Importantes na Pesquisa Científica[68]
- 2007 Harvard 100: Os antigos alunos de Harvard mais influentes,Harvard Alumni Magazine, Cambridge. Massachusetts
- 2007 O Time 100, eleito pelos editores da Time como uma das 100 pessoas mais influentes do mundo[69]
- 2008 A revista Discover seleccionou-o como um dos "50 Cérebros na Ciência".[70]

### DoutoramentosHonoris Causa
- 1997 York College, Universidade da Cidade de Nova Iorque
- 2000 Ramapo College, Mahwah, Nova Jérsia
- 2000 Dominican College, Orangeburg, Nova York
- 2001 University of Richmond, Richmond, Virgínia
- 2002 Bloomfield College, Bloomfield, Nova Jérsia
- 2003 Northeastern University, Boston, Massachusetts
- 2004 College of Staten Island, Universidade da Cidade de Nova York
- 2006 Pace University, Cidade de Nova York
- 2007 Williams College, Williamstown, Massachusetts
- 2007 Worcester Polytechnic Institute, Worcester, Massachusetts
- 2008 University of Pennsylvania, Filadélfia, Pensilvânia
- 2010 University of Alabama in Huntsville, Huntsville, Alabama
- 2010 Rensselaer Polytechnic Institute, Troy, Nova York
- 2010 Eastern Connecticut State University, Willimantic, Connecticut
- 2011 Gettysburg College, Gettysburg, Pensilvânia
- 2012 Mount Holyoke College, South Hadley, Massachusetts
- 2012 Western New England University, Springfield, Massachusetts
- 2013 Lehigh University, Bethlehem, Pensilvânia

## Obras

### Livros
Lista bibliográfica de alguns livros da autoria de Neil deGrasse Tyson:
- Merlin's Tour of the Universe (1st ed 1989 / 2nd ed 1998). ISBN 0-385-48835-1.
- Universe Down to Earth (1994). ISBN 0-231-07560-X.
- Just Visiting This Planet (1998). ISBN 0-385-48837-8.
- One Universe: At Home in the Cosmos (2000). ISBN 0-309-06488-0.
- Cosmic Horizons: Astronomy at the Cutting Edge (2000). ISBN 1-56584-602-8.
- City of Stars: A New Yorker's Guide to the Cosmos (2002)
- My Favorite Universe (a 12-part lecture series) (2003). ISBN 1-56585-663-5.
- Origins: Fourteen Billion Years of Cosmic Evolution (co-autoria com Donald Goldsmith) (2004). ISBN 0-393-32758-2.
- The Sky Is Not the Limit: Adventures of an Urban Astrophysicist (2004). ISBN 978-1-59102-188-9.
- Death by Black Hole: And Other Cosmic Quandaries (2007). ISBN 0-393-33016-8.
- The Pluto Files: The Rise and Fall of America's Favorite Planet (2009). ISBN 0-393-06520-0.
- Space Chronicles: Facing the Ultimate Frontier (2012). ISBN 0-393-08210-5.
- Welcome to the Universe: An Astrophysical Tour (co-autoria com Michael A. Strauss and J. Richard Gott) (2016). ISBN 978-0691157245.
- Astrophysics for People in a Hurry (2017). ISBN 978-0-39360-939-4.

### Publicações acadêmicas
- Twarog, Bruce A.; Tyson, Neil D. (1985). "UVBY Photometry of Blue Stragglers in NGC 7789". Astronomical Journal 90: 1247. doi:10.1086/113833.
- Tyson, Neil D.; Scalo, John M. (1988). "Bursting Dwarf Galaxies: Implications for Luminosity Function, Space Density, and Cosmological Mass Density". Astrophysical Journal 329: 618. doi:10.1086/166408.
- Tyson, Neil D. (1988). "On the possibility of Gas-Rich Dwarf Galaxies in the Lyman-alpha Forest". Astrophysical Journal (Letters) 329: L57. doi:10.1086/185176.
- Tyson, Neil D.; Rich, Michael (1991). "Radial Velocity Distribution and Line Strengths of 33 Carbon Stars in the Galactic Bulge". Astrophysical Journal 367: 547. doi:10.1086/169651.
- Tyson, Neil D.; Gal, Roy R. (1993). "An Exposure Guide for Taking Twilight Flatfields with Large Format CCDs". Astronomical Journal 105: 1206. doi:10.1086/116505.
- Tyson, Neil D.; Richmond, Michael W.; Woodhams, Michael; Ciotti, Luca (1993). "On the Possibility of a Major Impact on Uranus in the Past Century". Astronomy & Astrophysics (Research Notes) 275: 630.
- Schmidt, B. P., et al. (1994). "The Expanding Photosphere Method Applied to SN1992am at cz = 14600 km/s". Astronomical Journal 107: 1444.
- Wells, L. A. et al. (1994). "The Type Ia Supernova 1989B in NGC3627 (M66)". Astronomical Journal 108: 2233. doi:10.1086/117236.
- Hamuy, M. et al. (1996). "BVRI Light Curves For 29 Type Ia Supernovae". Astronomical Journal 112: 2408. doi:10.1086/118192.
- Lira, P. et al. (1998). "Optical light curves of the Type IA supernovae SN 1990N and 1991T". Astronomical Journal 116: 1006. doi:10.1086/300175.
- Scoville, N. et al. (2007). "The Cosmic Evolution Survey (COSMOS): Overview". Astrophysical Journal Supplement 172: 1. doi:10.1086/516585.
- Scoville, N. et al. (2007). "COSMOS: Hubble Space Telescope Observations". Astrophysical Journal Supplement 172: 38. doi:10.1086/516580.
- Liu, C. T.; Capak, P.; Mobasher, B.; Paglione, T. A. D.; Scoville, N. Z.; Tribiano, S. M.; Tyson, N. D. (2008). "The Faint-End Slopes of Galaxy Luminosity Functions in the COSMOS Field". Astrophysical Journal Letters 672: 198. doi:10.1086/522361.

## Filmografia
| Ano       | Título                                        | Papel                 | Notas                               |
| --------- | --------------------------------------------- | --------------------- | ----------------------------------- |
| 2006–2011 | Nova ScienceNow                               | Apresentador          | Série de TV                         |
| 2010      | NOVA                                          | Apresentador          | Episódio: "The Pluto Files"         |
| 2012      | The Inexplicable Universe: Unsolved Mysteries | Ele próprio           | Aulas em 6 partes dos Great Courses |
| 2014      | Cosmos: A Spacetime Odyssey                   | Apresentador/Narrador | Documentário                        |
| 2015      | StarTalk                                      | Ele próprio           | Série de TV                         |
| 2016      | Food Evolution                                | Narrador              | Documentário                        |
| 2018      | The Last Sharknado: It's About Time           | Merlin                | Filme para TV                       |
| 2020      | Cosmos: Possible Worlds                       | Apresentador/Narrador | Documentário                        |

### Outras aparições
| Year | Título                              | Papel                  | Notas                                   |
| ---- | ----------------------------------- | ---------------------- | --------------------------------------- |
| 2008 | Stargate: Atlantis                  | Ele próprio            | Episódio: "Brain Storm"                 |
| 2010 | The Big Bang Theory                 | Ele próprio            | Episódio: "The Apology Insufficiency"   |
| 2012 | Martha Speaks                       | Ele próprio            | Episódio: "Eyes on the Skies"           |
| 2014 | Gravity Falls                       | Waddles o porco        | Episódio: "Little Gift Shop of Horrors" |
| 2015 | Brooklyn Nine-Nine                  | Ele próprio            | Episódio: "The Swedes"                  |
| 2016 | Family Guy                          | Ele próprio            | Episódio: "Scammed Yankees"             |
| 2016 | Batman v Superman: Dawn of Justice  | Ele próprio            | Filme de super-herói                    |
| 2016 | Lazer Team                          | Ele próprio            | Filme de comédia                        |
| 2016 | Ice Age: Collision Course           | Neil deBuck Weasel     | Filme de animação                       |
| 2016 | Zoolander 2                         | Ele próprio            | Filme de comédia                        |
| 2016 | BoJack Horseman                     | Narrador do planetário | Episódio: "That's Too Much, Man!"       |
| 2016 | 100 Things to Do Before High School | Ele próprio            | Episódio: "Meet Your Idol Thing!"       |
| 2016 | Future-Worm!                        | Ele próprio            | Episódio: "Long Live Captain Cakerz!"   |
| 2016 | The Jim Gaffigan Show               | Ele próprio            | Episódio: "Jim at the Museum"           |
| 2016 | Regular Show                        | Ele próprio            | Episódio: "Terror Tales of The Park VI" |
| 2016 | Mars                                | Ele próprio            | Minissérie de TV                        |
| 2017 | The Simpsons                        | Ele próprio            | Episódio: "Caper Chase"                 |
| 2017 | Futurama: Worlds of Tomorrow        | Ele próprio            | Jogo de celular                         |
| 2017 | Super Science Friends               | Ele próprio            | Websérie; Episódio 3                    |
| 2019 | Scooby-Doo and Guess Who?           | Ele próprio            | Episódio 26                             |

## Discografia
| Título       | Ano  | Artista(s)        | Álbum     |
| ------------ | ---- | ----------------- | --------- |
| "Exist"      | 2016 | Avenged Sevenfold | The Stage |
| "AfricAryaN" | 2017 | Logic             | Everybody |